# Газо
Газо́ (фр. Gazost, окс. Gasòst) — коммуна во Франции, находится в регионе Юг — Пиренеи. Департамент — Верхние Пиренеи. Входит в состав кантона Лурд-Эст. Округ коммуны — Аржелес-Газост.
Код INSEE коммуны — 65191.

## География

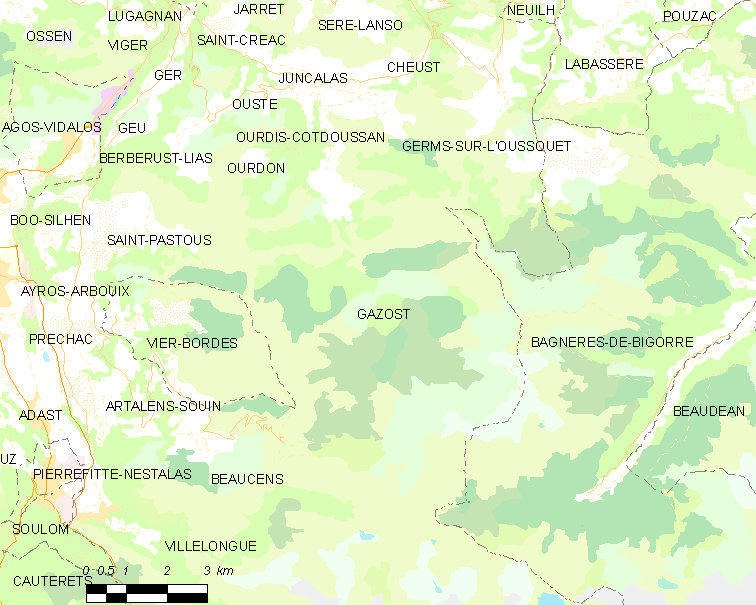
Карта коммуны

Коммуна расположена приблизительно в 680 км к югу от Парижа, в 135 км юго-западнее Тулузы, в 23 км к югу от Тарба.
Коммуна расположена в долине Кастеллубон. По территории коммуны протекает река Нес (фр. Nés).

## Климат
Климат умеренно-океанический с солнечной тёплой погодой и обильными осадками на протяжении практически всего года.

## Население
Население коммуны на 2010 год составляло 138 человек.
| 1962 | 1968 | 1975 | 1982 | 1990 | 1999 | 2010 |
| ---- | ---- | ---- | ---- | ---- | ---- | ---- |
| 190  | 159  | 125  | 125  | 135  | 117  | 138  |

## Администрация
| Период | Период | Фамилия   | Партия | Примечания |
| ------ | ------ | --------- | ------ | ---------- |
| 2001   | 2014   | Луи Курад |        |            |
| 2014   | 2020   | Пьер Дар  |        |            |

## Экономика
В 2010 году среди 90 человек трудоспособного возраста (15-64 лет) 66 были экономически активными, 24 — неактивными (показатель активности — 73,3 %, в 1999 году было 79,5 %). Из 66 активных жителей работали 62 человека (39 мужчин и 23 женщины), безработных было 4 (0 мужчин и 4 женщины). Среди 24 неактивных 2 человека были учениками или студентами, 12 — пенсионерами, 10 были неактивными по другим причинам.